# Anisopodus consimilis
Anisopodus consimilis là một loài bọ cánh cứng trong họ Cerambycidae.